# Palazzo Chiovenda

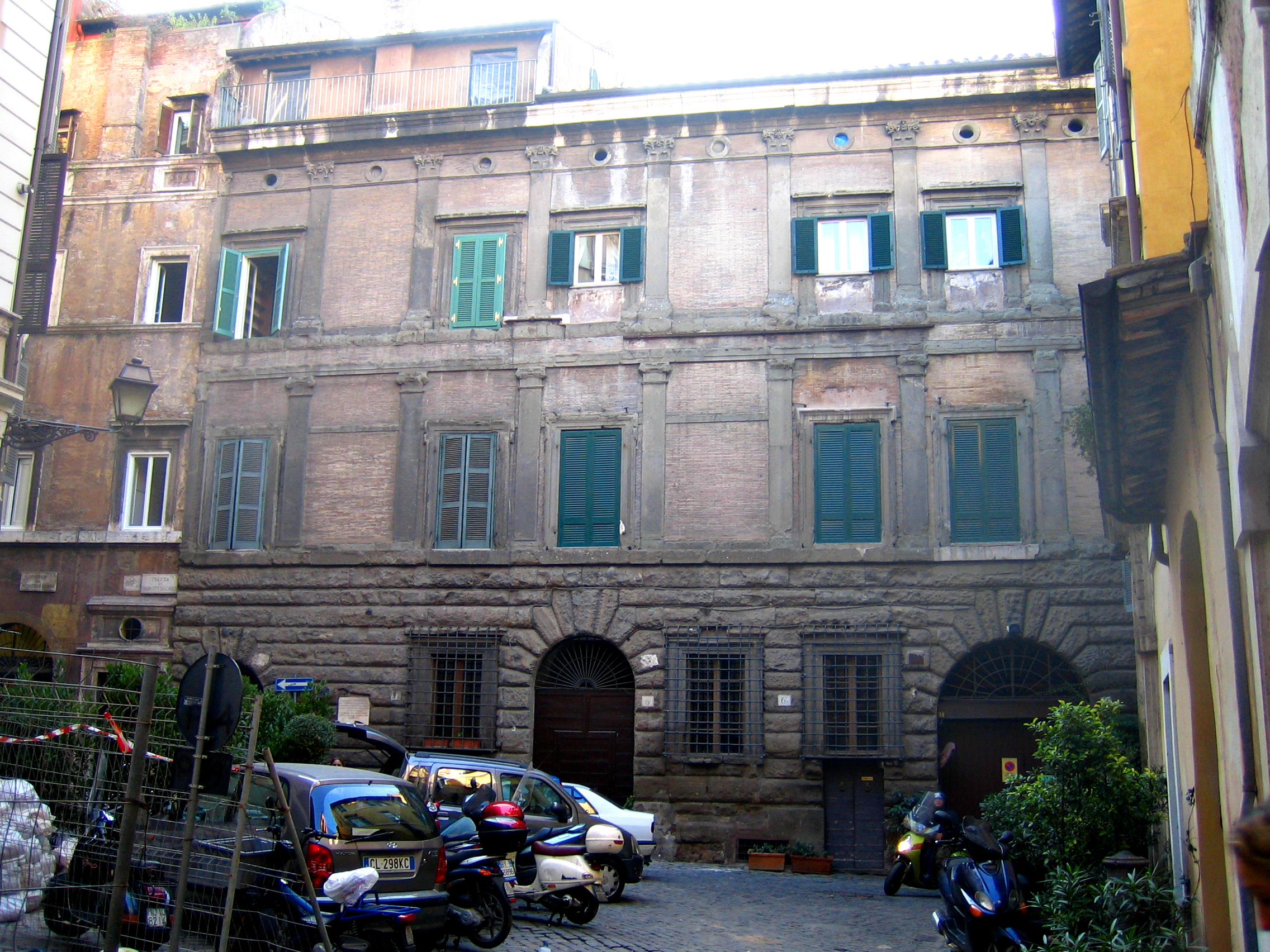
Vista do palácio.

Palazzo Chiovenda é um antigo edifício do século XVI localizado na esquina do Vicolo di Montevecchio com a Piazza di Montevecchio, no rione Ponte de Roma. A obra, provavelmente encomendada pela família Gualdi, é atribuída ao arquiteto Baldassare Peruzzi, mas é mais provável que seja uma imitação do estilo de outros grandes palácios da época. O piso térreo característico por ser todo em silhares rusticados e sem um grande portal central. A fachada tem dois pisos com pilastras jônicas e coríntias.
Atualmente abriga o Teatro Arciliuto de Roma.